# Dubréka (prefectuur)
Dubréka is een prefectuur in de regio Kindia van Guinee. De hoofdstad is Dubréka. De prefectuur heeft een oppervlakte van 3.990 km² en heeft 330.548 inwoners.
De prefectuur ligt in het westen van het land aan de Atlantische kust en heeft mangrovemoerassen. Het behoorde vroeger toe aan de prefectuur Coyah.

## Subprefecturen
De prefectuur is administratief verdeeld in 7 sub-prefecturen:
1. Dubréka-Centre
2. Badi
3. Falessade
4. Khorira
5. Ouassou
6. Tanéné
7. Tondon